# 羽曳が丘
羽曳が丘（はびきがおか）は、大阪府羽曳野市の地名。現行行政地名は羽曳が丘一丁目から羽曳が丘十丁目。

## 地理
羽曳野市南部に位置する。北ではびきの、東で西浦、南東で蔵之内、南で尺度・埴生野・河原城、西で羽曳が丘西、北西で学園前と隣接する。主に住宅地として利用される。関西みらい銀行羽曳が丘支店、コノミヤ羽曳が丘店などの商業施設は羽曳が丘五丁目交差点付近に集まっている。

## 歴史
1960年代に大和団地（大和ハウス工業）が開発した「羽曳野ネオポリス」によって発展した住宅地である。

## 世帯数と人口
2020年（令和2年）4月30日現在（羽曳野市発表）の世帯数と人口は以下の通りである。
| 丁目           | 世帯数    | 人口    |
| -------------- | --------- | ------- |
| 羽曳が丘一丁目 | 177世帯   | 397人   |
| 羽曳が丘二丁目 | 129世帯   | 287人   |
| 羽曳が丘三丁目 | 348世帯   | 792人   |
| 羽曳が丘四丁目 | 374世帯   | 838人   |
| 羽曳が丘五丁目 | 361世帯   | 846人   |
| 羽曳が丘六丁目 | 116世帯   | 263人   |
| 羽曳が丘七丁目 | 195世帯   | 434人   |
| 羽曳が丘八丁目 | 101世帯   | 221人   |
| 羽曳が丘九丁目 | 411世帯   | 1,360人 |
| 羽曳が丘十丁目 | 182世帯   | 600人   |
| 計             | 2,394世帯 | 6,038人 |

### 人口の変遷
国勢調査による人口の推移。
| 1995年（平成7年）  | 4,921人 | [ 5 ] |  |
| 2000年（平成12年） | 4,736人 | [ 6 ] |  |
| 2005年（平成17年） | 4,860人 | [ 7 ] |  |
| 2010年（平成22年） | 5,613人 | [ 8 ] |  |
| 2015年（平成27年） | 6,000人 | [ 9 ] |  |

### 世帯数の変遷
国勢調査による世帯数の推移。
| 1995年（平成7年）  | 1,573世帯 | [ 5 ] |  |
| 2000年（平成12年） | 1,625世帯 | [ 6 ] |  |
| 2005年（平成17年） | 1,707世帯 | [ 7 ] |  |
| 2010年（平成22年） | 1,987世帯 | [ 8 ] |  |
| 2015年（平成27年） | 2,125世帯 | [ 9 ] |  |

## 学区
市立小・中学校に通う場合、学区は以下の通りとなる（2020年4月時点）。
| 丁目           | 番・番地等 | 小学校                   | 中学校               |
| -------------- | ---------- | ------------------------ | -------------------- |
| 羽曳が丘一丁目 | 全域       | 羽曳野市立羽曳が丘小学校 | 羽曳野市立峰塚中学校 |
| 羽曳が丘二丁目 | 全域       | 羽曳野市立羽曳が丘小学校 | 羽曳野市立峰塚中学校 |
| 羽曳が丘三丁目 | 全域       | 羽曳野市立羽曳が丘小学校 | 羽曳野市立峰塚中学校 |
| 羽曳が丘四丁目 | 全域       | 羽曳野市立羽曳が丘小学校 | 羽曳野市立峰塚中学校 |
| 羽曳が丘五丁目 | 全域       | 羽曳野市立羽曳が丘小学校 | 羽曳野市立峰塚中学校 |
| 羽曳が丘六丁目 | 全域       | 羽曳野市立羽曳が丘小学校 | 羽曳野市立峰塚中学校 |
| 羽曳が丘七丁目 | 全域       | 羽曳野市立羽曳が丘小学校 | 羽曳野市立峰塚中学校 |
| 羽曳が丘八丁目 | 全域       | 羽曳野市立羽曳が丘小学校 | 羽曳野市立峰塚中学校 |
| 羽曳が丘九丁目 | 全域       | 羽曳野市立羽曳が丘小学校 | 羽曳野市立峰塚中学校 |
| 羽曳が丘十丁目 | 全域       | 羽曳野市立羽曳が丘小学校 | 羽曳野市立峰塚中学校 |

## 事業所
2016年（平成28年）現在の経済センサス調査による事業所数と従業員数は以下の通りである。
| 丁目                   | 事業所数  | 従業員数 |
| ---------------------- | --------- | -------- |
| 羽曳が丘一丁目         | 7事業所   | 28人     |
| 羽曳が丘二丁目         | 6事業所   | 17人     |
| 羽曳が丘三丁目         | 34事業所  | 214人    |
| 羽曳が丘四丁目         | 31事業所  | 149人    |
| 羽曳が丘五丁目         | 25事業所  | 76人     |
| 羽曳が丘六丁目         | 10事業所  | 42人     |
| 羽曳が丘七丁目・八丁目 | 13事業所  | 39人     |
| 羽曳が丘九丁目         | 4事業所   | 96人     |
| 羽曳が丘十丁目         | 8事業所   | 148人    |
| 計                     | 138事業所 | 809人    |

## 交通

### 鉄道
鉄道線路は当地内を通っていない。最寄駅は近鉄南大阪線藤井寺駅及び古市駅となる。

### バス
- 近鉄南大阪線藤井寺駅または古市駅より近鉄バスで15分ほどのところに位置する。藤井寺駅からは羽曳が丘・羽曳が丘西を循環する系統が運行され、古市駅からは羽曳が丘一〜四丁目を経て羽曳が丘西五丁目で折り返す系統が運行されている。また、一丁目、二丁目や四丁目は両駅発の四天王寺大学発着系統も利用できる。

### 道路
- 大阪府道32号美原太子線 - 南阪奈道路に東西で接続する。

## 施設
- 大阪南消防組合 大阪南消防局 柏羽藤消防署 羽曳野出張所
- 羽曳野市立羽曳が丘小学校
- 白鳩羽曳野幼稚園
- 羽曳が丘郵便局
- 羽曳が丘西郵便局
- 羽曳が丘第一集会所
- 羽曳が丘第二集会所
- 羽曳が丘第三集会所
- 羽曳野ネオポリス汚水処理場
- 正法寺
- 光明真言善通寺龍華寺
- 延乗寺
- 乃木寺

## その他

### 日本郵便
- 郵便番号 : 583-0864[3]（集配局：藤井寺郵便局[12]）。